# Élections législatives suédoises de 1982

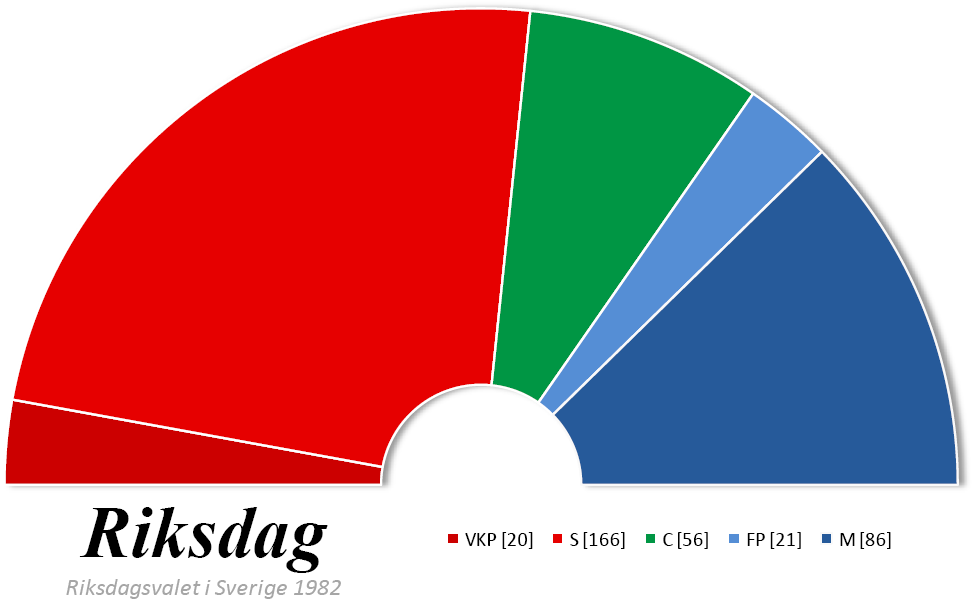
Le Riksdag après les élections.

Parti arrivé en tête par municipalité.

Les élections législatives suédoises de 1982 se sont déroulées le 19 septembre 1982. 
Bien qu'il ne remporte que douze sièges de plus par rapport à 1979, le Parti social-démocrate profite de la dispersion de la coalition de centre droit pour revenir aux affaires, après six années passées dans l'opposition. Son leader, Olof Palme, retrouve le poste de Premier ministre qu'il avait perdu en 1976.

## Résultats
|                           |                                                |           |       |      |        |               |  |  |  |
| Parti                     | Parti                                          | Votes     | %     | +/−  | Sièges | +/−           |  |  |  |
|                           | Parti social-démocrate (S)                     | 2 533 250 | 45,61 | 2,37 | 166    | 12            |  |  |  |
|                           | Modérés (M)                                    | 1 313 337 | 23,64 | 3,3  | 86     | 13            |  |  |  |
|                           | Parti du centre (C)                            | 859 618   | 15,48 | 2,59 | 56     | 8             |  |  |  |
|                           | Parti du peuple (FP)                           | 327 770   | 5,90  | 4,69 | 21     | 17            |  |  |  |
|                           | Parti de gauche - Les communistes (VPK)        | 308 899   | 5,56  | 0,05 | 20     | en stagnation |  |  |  |
|                           | Unité chrétienne démocrate (KDS)               | 103 820   | 1,87  | 0,48 | 0      | en stagnation |  |  |  |
|                           | Parti de l'environnement Les Verts (MP)        | 91 787    | 1,65  | Nv.  | 0      | en stagnation |  |  |  |
|                           | Parti des travailleurs - Les communistes (APK) | 5 745     | 0,10  | 0,1  | 0      | en stagnation |  |  |  |
|                           | Autres partis                                  | 10 376    | 0,19  | –    | 0      | en stagnation |  |  |  |
|                           |                                                |           |       |      |        |               |  |  |  |
| Votes valides             | Votes valides                                  | 5 554 602 | 99,07 |      |        |               |  |  |  |
| Votes blancs et invalides | Votes blancs et invalides                      | 52 001    | 0,93  |      |        |               |  |  |  |
| Total                     | Total                                          | 5 606 603 | 100   | –    | 349    | en stagnation |  |  |  |
| Abstentions               | Abstentions                                    | 524 390   | 8,55  |      |        |               |  |  |  |
| Inscrits / participation  | Inscrits / participation                       | 6 130 993 | 91,45 |      |        |               |  |  |  |